# Horacio Croxatto
Horacio Bruno Croxatto Avoni (Santiago, 14 de julio de 1936) es un médico cirujano, biólogo, fisiólogo, investigador y científico chileno, especialista en reproducción humana y métodos anticonceptivos; es uno de los mayores expertos mundiales en anticoncepción de emergencia. Es profesor honorario de la Universidad de Chile, académico de la Universidad Nacional Andrés Bello y cofundador del Instituto Chileno de Medicina Reproductiva (ICMER).
Horacio B. Croxatto se considera, junto a Sheldon Segal, el creador del anticonceptivo subdérmico como método anticonceptivo, también llamado norplant, del que puede considerarse el mayor especialista del mundo. Croxatto ha confirmado que el Acetato de Ulipristal (UPA) es el anticonceptivo de emergencia más eficaz mejorando la eficacia del levonorgestrel. El descubrimiento y posterior estudio de las propiedades anticonceptivas del meloxicam por Croxatto y el equipo científico en el ICMER, pueden convertir al meloxicam en el sustituto de los anticonceptivos de emergencia hormonales.
Croxatto recibió el Premio Nacional de Ciencias Aplicadas y Tecnológicas de Chile en 2016.

## Vida personal
Nació en Santiago de Chile el 14 de julio de 1936. Su padre, Héctor Croxatto, fue un reconocido médico cirujano que obtuvo el Premio Nacional de Ciencias de Chile en el año 1979. Su abuelo fue el italiano Davide Croxatto. Horacio Croxatto es padre de siete hijos, entre ellos la actriz y guionista Luz Croxatto, la bailarina y coreógrafa Isabel Croxatto, los arquitectos Francisco y Horacio José, la estudiante de danza Bernardita, la estudiante de Actuación de la Pontificia Universidad Católica de Chile, Sofía Eugenia, además de su hija menor Tamara Giulietta (2013).

## Trayectoria académica
En 1961 obtuvo el título de doctor en Medicina en la Facultad de Medicina de la Universidad Católica de Chile. Realizó estudios posdoctorales en neuroendocrinología con el profesor Charles H. Sawyer en el National Institute of Health de la Universidad de California en Los Ángeles (UCLA) entre 1964 y 1966. Durante 1966 y 1967, estuvo con el doctor Sheldon J. Segal, investigando en endocrinología reproductiva en el Population Council  de la Universidad Rockefeller de Nueva York.

### Cargos
A lo largo de su vida académica y científica ha participado en numerosos comités y organizaciones. Cabe destacar su participación como en Grupo de Trabajo sobre métodos de control de la fertilidad de la Organización Mundial de la Salud durante el período 1985-1991. Además se debe destacar que:
- Desde 1973 es miembro del Comité Internacional para la Investigación en Anticoncepción del Population Council (Nueva York).
- Desde 1985 hasta 2008 fue presidente del ICMER Instituto Chileno de Medicina Reproductiva
- El año 1999, el Gobierno de Chile le otorgó una Cátedra Presidencial en Ciencias, por su productividad científica.
- Desde 2005 es profesor en la Facultad de Química y Biología de la Universidad de Santiago de Chile.[15]
- Desde 2012 se desempeña como Director del Center for Integrative Medicine and Innovative Science (CIMIS) dependiente de la Facultad de Medicina de la Universidad Andrés Bello

### Expulsión de la Pontificia Universidad Católica de Chile
Horacio B. Croxatto fue despedido de la Pontificia Universidad Católica de Chile en 2006 por su defensa de la anticoncepción de emergencia y en concreto de la píldora del día después de levonorgestrel como no abortiva. En 1999 ya dejó de ser profesor titular y pasó a ser investigador asociado. Con anterioridad, en 1973, las actividades investigadoras en reproducción humana fueron alejándose de Universidad Católica de Chile ante la prohibición expresa de realizar dichas investigaciones dentro de la universidad.

## ICMER Instituto Chileno de Medicina Reproductiva
El ICMER Instituto Chileno de Medicina Reproductiva es un fundación benéfica sin ánimo de lucro a la que, aunque con una actividad anterior en otras instituciones, consiguió por el Gobierno de Chile la personalidad jurídica en mayo de 1985 y constituido en junio del mismo año, desde entonces Horacio B. Croxatto, cofundador, es su presidente y director del área de investigación médica.
El origen del Instituto está en las actividades científicas desarrolladas en el Laboratorio de Endocrinología en el Departamento de Fisiología de la Facultad de Medicina de la Universidad Católica de Chile, que más tarde se convertirá en el Unidad de Reproducción y Desarrollo de la Facultad de Ciencias Biológicas. Esta última unidad fue nombrada Centro de Investigación Cooperativo para el Programa de Reproducción Humana de la OMS. Las dificultades para investigar en algunos campos de la reproducción humana relativos al control de la natalidad y los métodos anticonceptivos fue alejando a Horacio Croxatto y buena parte de su equipo de la Universidad Católica. Primero fueron acogidos por el Centro Nacional de la Familia (CENFA) en el que también hubo presiones. Se tuvo que adquirir un local para establecer la consulta médica para seguir atendiendo a las mujeres que participaban como voluntarias en nuestra investigación, que es hoy el Consultorio de Planificación Familiar de ICMER. Esto último fue posible gracias al apoyo del Population Council de Nueva York y del International Development Research Center de Canadá y de los doctores Italo Campodónico, Carlos Gómez Rogers, Patricio Vela y Fernando Zegers. En sus inicios contaban con 15 profesionales, todos contratados con fondos provenientes enteramente de proyectos de investigación financiados por organizaciones filantrópicas extranjeras.
El ICMER se dedica a la investigación y el desarrollo, capacitación, cuidado de la salud y la difusión de información en salud reproductiva y la salud sexual.
Horacio Croxatto junto con el equipo del ICMER han desempeñado un papel fundamental en el desarrollo y evaluación de distintos métodos anticonceptivos: los anticonceptivos subdérmicos o implantes anticonceptivos y anillos vaginales así como en la divulgación de los mecanismos de acción de los dispositivos intrauterinos (DIUs) y en general de los anticonceptivos de emergencia hormonales. No menos importante ha sido su influencia en el curso de las políticas de salud reproductiva del Ministerio de Salud de Chile, contribuyendo a la reformulación de las directrices para la Regulación de la Fertilidad.

### Programa PROGRESAR
EL Programa Regional de Capacitación en Salud Sexual y Reproductiva promovido y ejecutado por ICMER con el objeto de fortalecer equipos de trabajo a través de la capacitación y perfeccionamiento de sus miembros, para mejorar la calidad y los servicios en Latinoamérica. El programa Building up Human Resources for Reproductive Health in Latin America fue subvencionado por la Fundación Bill & Melinda Gates con 2,8 millones de dólares para los años 2001-2003.

## Investigación
Sus investigaciones se centran en los aspectos básicos y aplicados de la fisiología de la reproducción y la regulación de la fertilidad con énfasis en la fisiología de los gametos (óvulos y espermatozoides) en el tracto genital de la mujer, infertilidad por lactancia, anticonceptivos sistemas de entrega y modo de acción de los métodos anticonceptivos.

### Subvenciones y financiación
Las investigaciones de H.B. Croxatto y su equipo antes y durante la existencia ICMER han estado subvencionadas por el Population Council de Nueva York, IDRC de Canadá, HRP-WHO (Programas de Salud de la Organización Mundial de la Salud), la Fundación Rockefeller, CONRAD, FHI, CONICYT, Ernst Schering Research Foundation (ERSF), Fundación Bill & Melinda Gates y William & Flora Hewlett Foundation.

### Patentes
Horacio B. Croxatto tiene más de 15 patentes relacionadas la mayoría sobre anticonceptivos subdérmicos o implantes subcutáneos y alguna de ellas sobre prostágenos y anillos vaginales.

### Creación y desarrollo de los implantes subdérmicos
El desarrollo de los anticonceptivos subdérmicos tiene su comienzo en 1967, cuando el estadounidense Sheldon J. Segal y Horacio Croxatto propusieron el uso de cápsulas subdérmicas del polímero polidimetilsiloxano (Silastic®) para la difusión lenta y prolongada del principio activo anticonceptivo -se propuso que fueran hormonas esteorideas (lipofílicas)-. En los primeros ensayos -primero en animales y luego en humanos- se utilizó acetato de clormadinona (descartado por su asociación con el cáncer de mama), acetato de megestrol (descartándose por sus efectos secundarios y baja efectividad), noretindrona, la norgestrinona y el levonorgestrel, con fracasos y éxitos. En 1975 el Population Council en coordinación con el Comité Internacional de Investigación Anticonceptiva, seleccionó al levonorgestrel para utilizarlo en el desarrollo de los implantes anticonceptivos subdérmicos por su eficacia y escasos efectos secundarios. La combinación de silastic y levonorgestrel es la que el Population Council utilizó para desarrollar y patentar los sistemas de implantes norplant y norplant-2 (Jadelle).

### Meloxicam, posible anticonceptivo de emergencia no hormonal
Meloxicam puede confirmarse como un eficaz anticonceptivo de emergencia y, según Horacio Croxatto, reemplazar a los anticonceptivos hormonales. Meloxican es un antiinflamatorio no esteroideo (inhibidor de la Ciclooxigenasa 2, COX2) usado habitualmente como analgésico, antiinflamatorio y antipirético -en procesos artríticos-, de fácil acceso y reducido precio, ha demostrado (estudios de 2009 y 2010) que inhibe la ovulación (impide la rotura del folículo que contiene el óvulo por lo que no puede ser fecundado), tomado en dosis de 30 mg. durante cinco días seguidos después de la relación sexual se comporta como un eficaz anticonceptivo de urgencia. El meloxican no altera el sistema endocrino y no causa alteraciones menstruales. Uno los estudios ha sido llevado a cabo por Cristián Jesam, Ana María Salvatierra, Jill L. Schwartz y Horacio B. Croxatto, investigadores del ICMER Instituto Chileno de Medicina Reproductiva y de la Facultad de Química y Biología de la Universidad de Santiago de Chile.

## Publicaciones
Horacio B. Croxatto, ha publicado más de 200 artículos en revistas internacionales, más de 50 capítulos de libros.

### Artículos
- En Google Académico (scholar.Google) aparecen 141 artículos de Horacio Croxatto
- En pubmed.gov aparecen 36 artículos de Horacio Croxatto, algunos a texto completo
- En la revista Human Reproduction -Oxford Journals- aparecen 26 entradas de Croxatto, HB

#### Artículos sobremeloxicamenHuman Reproduction- Oxford Journal
- 2006 - Does meloxicam increase the incidence of anovulation induced by single administration of levonorgestrel in emergency contraception? A pilot study. M.R. Massai; M.L. Forcelledo; V. Brache; A.S. Tejada; A.M. Salvatierra; M.V. Reyes; F. Alvarez; A. Faúndes; H.B. Croxatto, Human Reproduction, Volumen 22, 2, págs. 434-439; doi: 10.1093/humrep/del369
- 2010 - Suppression of follicular rupture with meloxicam, a cyclooxygenase-2 inhibitor: potential for emergency contraception. Cristián Jesam; Ana María Salvatierra; Jill L. Schwartz; Horacio B. Croxatto, Hum. Reprod. (2010) 25 (2): 368-373. doi: 10.1093/humrep/dep392

#### Artículo sobre elAcetato de UlipristalenHuman Reproduction- Oxford Journal
- 2010 - Immediate pre-ovulatory administration of 30 mg ulipristal acetate significantly delays follicular rupture. V. Brache; L. Cochon; C. Jesam; R. Maldonado; A.M. Salvatierra; D.P. Levy; E. Gainer; H.B. Croxatto, Hum. Reprod. (2010) 25 (9): 2256-2263. doi: 10.1093/humrep/deq157

### Libros
- 2005 - New mechanisms for tissue-selective estrogen-free contraception, Horacio B. Croxatto,U. Fuhrmann. Ernst Schering Research Foundation, Springer, ISBN 3-540-23089-0